# Confederate Motocicletas
Confederate Motor Company, Inc. foi fundada em 1991 pelo advogado Matthew H. Chambers, como uma iniciativa na busca de um desenho esclarecido através de inspiração americana. A empresa abriu sua loja em San Francisco, no estado da Califórnia, em 1992, em 1993 criou um protótipo na loja em New Orleans, na Louisiana, onde a sua primeira motocicleta saiu da linha de produção.